# Častohostice
Častohostice (deutsch Tschastohostitz) ist eine Gemeinde im Okres Třebíč in der Region Vysočina in Tschechien. Die Gemeinde liegt südlich der Stadt Třebíč und etwa drei Kilometer südlich von Moravské Budějovice. Sie hat 196 Einwohner.
Seit dem 1. Januar 1994 ist Častohostice eine selbstständige Gemeinde, zuvor war sie ein Ortsteil der Stadt Moravské Budějovice.
Benachbarte Gemeinden sind Blížkovice, Moravské Budějovice, Nové Syrovice und Láz.

## Geografie

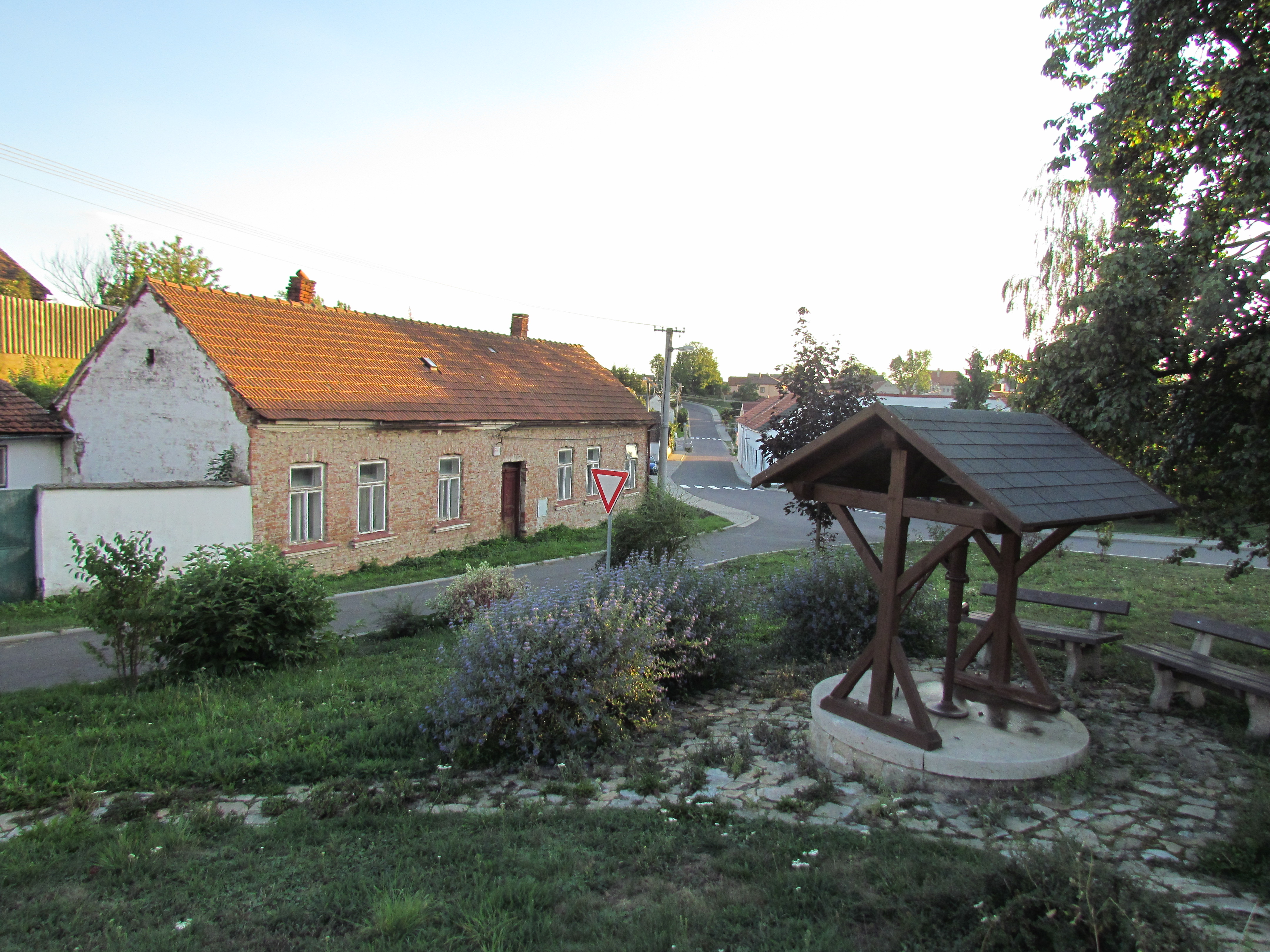
Zentrum von Častohostice

Von Westen nach Osten fließt die Jevišovka durch das Gemeindegebiet. Am westlichen Rand des Gemeindegebiets fließt sie durch den Teich Stříbrňák und dann im bebauten Gebiet der Gemeinde durch den Teich Častohostice, bevor sie weiter nach Osten fließt.
Častohostice liegt relativ flach, westlich des bebauten Gemeindegebiets erhebt sich der unauffällige Gipfel Stráž (442 m), der Rest des Gebiets liegt in Höhen von etwa 420 Metern über dem Meeresspiegel.
Knapp hinter der westlichen Grenze des Gemeindegebiets befindet sich an der Jevišovka eine historische Mühle.

## Geschichte
Častohostice war bereits in der Steinzeit besiedelt, da in der Umgebung Steinwerkzeug gefunden wurde. Die erste schriftliche Erwähnung stammt aus dem Jahr 1459. Für das Jahr 1498 ist die Pfarrei belegt. Der Ort gehörte dem Bítover Zweig der Herren von Lichtenburg. Ab 1575 war es in zwei Teile geteilt, wobei der erste Teil an Syrov fiel und der zweite Teil der Stadt Znojmo übertragen wurde.
1579 gehörte Častohostice der Bohunka Bítovská von Lichtenburg und dem Markvart Rájský von Mírov, die es zusammen mit Ctidružice und Blížkovice an Bürger aus Znojmo verkauften. Jindřich von Lichtenburg behielt sich jedoch einen Teil des Dorfes vor und verkaufte diesen 1607 an Jan Čejka von Olbramovice. Dessen konfiszierten Besitz erhielt und Adam Gabelhouer. 1636 erwarb Jan Reinhart von Schaumburg Častohostice und weitere umliegende Dörfer, die Teil der Herrschaft Novosyrovice wurden.
Später erhielt das Dorf Jan Baptista von Ostašov, die Herren von Ostašov besaßen die Herrschaft bis 1786, als sie an Jan Jindřich von Nimptsch verkauft, dessen Nachkommen Častohostice bis 1916 gehörte. 1837 wurde die Herrschaft Novosyrovice um Dědice, Hornice und Kojatice erweitert, die August Segur an die Nimptsch verkaufte.
Nach 1674, nach dem Dreißigjährigen Krieg, war die Gemeinde fast zerstört, wurde aber schließlich wieder aufgebaut. 1779 wurde der Herrenhof aufgelöst, aber bereits 1784 entstand in der Gemeinde ein Richteramt. Nach den Verwaltungsreformen entstand in der Gemeinde ein Gemeindeamt.
1892 wurde im Dorf ein einklassiges Schulgebäude errichtet. 1930 wurde Elektrizität ins Dorf geleitet. Nach dem Ende des Zweiten Weltkriegs wurde in Častohostice eine LPG gegründet, die später in die LPG Budoucnost in Moravské Budějovice eingegliedert wurde.
Bis 1849 gehörte Častohostice zur Herrschaft Ctidružice und Novosyrovice, ab 1850 gehörte sie zum Bezirk Znaim, dann ab 1896 zum Bezirk Mährisch Trübau. Zwischen 1850 und 1867 gehörte Častohostice zu Nové Syrovice, zwischen 1960 und 1980 war die Gemeinde Vesce angegliedert und von 1980 bis 1994 war die Gemeinde Moravské Budějovice angegliedert, danach wurde die Gemeinde selbstständig.
Die Gemeinde Častohostice erhielt 2010 eine Auszeichnung im Wettbewerb für vorbildliche Pflege historischer Denkmäler.

## Sehenswürdigkeiten
- Die ursprünglich romanische Pfarrkirche (mit dem Patrozinium der hl. Barbara) mit gotischen und barocken Anbauten und einer Statue des böhmischen Landesheiligen Johannes von Nepomuk aus der Zeit um 1800[6]